# Notoglanidium walkeri
Notoglanidium walkeri är en fiskart som beskrevs av Günther, 1903. Notoglanidium walkeri ingår i släktet Notoglanidium och familjen Claroteidae. IUCN kategoriserar arten globalt som sårbar. Inga underarter finns listade i Catalogue of Life.